# Полезные ископаемые Великобритании
Полезные ископаемые Великобритании
Недра Великобриании богаты нефтью, природным газом, кам. углём, каолином, флюоритами, есть месторождения оловянных руд, кам. и калийной солей, целестина, огнеупорных глин, нерудных стройматериалов, горючих сланцев и небольших родов. руд железа, меди, свинца, цинка, барита и витерита:

## Основные полезные ископаемые Великобритании по состоянию на 1998—99 гг
| Полезные ископаемые                       | Запасы         | Запасы | Содержание полезного компонента в рудах, % | Доля в мире, % |
| Полезные ископаемые                       | Подтвержденные | Общие  | Содержание полезного компонента в рудах, % | Доля в мире, % |
| Барит, тыс. т                             | 100            | 400    | 90 (BaSO4)                                 |                |
| Вольфрам, тыс. т                          | 50             | 50     | 0,2 (WO3)                                  | 1,9            |
| Железные руды, млн т                      | 1920           | 3140   | 26 (Fe)                                    | 1,1            |
| Золото, т                                 | 5              | 30     | 7,5 г/т                                    |                |
| Калийные соли, млн т (в пересчете на К2О) | 22             | 29     | 14 (К2О)                                   | 0,3            |
| Медь, тыс. т                              | 95             | 225    | 1,47 (Cu)                                  |                |
| Нефть, млн т                              | 711            |        |                                            | 0,5            |
| Олово, тыс. т                             | 14             | 20     | 1,58                                       |                |
| Уголь, млн т                              | 45440          | 231400 |                                            |                |
| Цинк, тыс. т                              | 390            | 500    | 5,4 (Zn)                                   | 0,1            |
| Серебро, т                                | 330            | 500    | 40 г/т                                     | 0,1            |
| Плавиковый шпат, млн т                    | 2              | 3      | 40 (CaF2)                                  | 1,1            |
| Свинец, тыс. т                            | 164            | 248    | 2,9 (Pb)                                   | 0,1            |
| Природный газ, млрд м³                    | 760            |        |                                            | 0,5            |

## Динамика добычи полезных ископаемых в Великобритании, тыс.т
| Полезные ископаемые                 | 1999    | 2000    | 2001*   |
| Уголь                               | 37 077  | 31 198  | 32 128  |
| Природный газ (нефтяной эквивалент) | 99 065  | 108 499 | 106 069 |
| Сырая нефть и конденсат             | 137 125 | 126 244 | 117 614 |
| Свинцовые руды                      | 2       | 2       | 1,3     |
| Товарная глина (Chine/Ball clay)    | 3 235   | 3 445   | -       |
| Глины и сланцевые глины             | 11 975  | 11 499  | 10 652  |
| Известняк и доломит                 | 100 631 | 97 417  | 95 760  |
| Мел                                 | 9 667   | 9 213   | 9 000   |
| Сланец                              | 361     | 479     | 480     |
| Песчаник                            | 15 485  | 14 900  | 14 650  |
| Силикатный песок                    | 4 092   | 4 095   | 4 100   |
| Песчаный гравий                     | 100 953 | 101 621 | 104 670 |
| Гипс                                | *1 800  | *1 500  | 1 500   |
| Твердая соль                        | *1 500  | *1 700  | 1 900   |
| Соль в рассолах                     | *4 200  | *4 200  | 4 200   |
| Плавиковый шпат, флюорит            | *40     | *36     | 50      |
| Бариты                              | 59      | 54      | 66      |
| Поташ (KCl)                         | 825     | 966     | 890     |
| Торф (тыс.м.куб)                    | 1 653   | 1 626   | -       |
| Другие                              | 14      | 9       | 8       |

*По оценке British Geological Survey

## Отдельные виды полезных ископаемых
Нефть и газ по состоянию на 1998 г. Великобритания занимает второе (после Норвегии) место среди стран Европы по запасам нефти и 4-е (после Нидерландов, Норвегии и Украины) — природного газа. Пром. месторождения нефти и газа залегают под дном Северного моря на шельфе в пределах Центрально-Европейского нефтегазоносного бассейна. Основные нефтяные и газовые месторождения Северного моря залегают в отложениях палеогена (Фортис, Монтроз, глубина 1500 м), верх. мела (Магнус, Пайпер, Клеймор, 2400 м), юры (Тистл, Данлин, Брент, Хаттон, Найниан, Корморант-Саут, Берилл, 2700 м), триаса (Хьюетт, 3300-3600 м), перми (Аргайл, Вайкинг, Индефатигейбл, Лимен, 4000 м). Крупнейшие морские месторожд. нефти — Фортис, Брент, Найниан, Бре, Тистл, Пайпер, Корморант-Саут; газа — Лимен, Индефатигейбл, Хьюетт, Вайкинг. Общие запасы нефти оцениваются более 2 млрдт, газа — около 760 млрд м³.
Доказанные запасы природного газа британского сектора Северного моря оцениваются в 699 трлн м³; основные газовые месторождения (трлн.м³ газа): Леман (161), Великобритания (84,9), Индифетигейбл (48) и Клиппер (22,6). Запасы газоконденсатных месторождений Элджин и Франклин — 45 млн т конденсата и 48,4 трлн.м³ газа.
Уголь. По запасам кам. угля Великобр. занимает второе место в Зап. Европе. Угольные бассейны Великобр. связаны с кам.-угольными отложениями каледонида и образуют четыре группы: Южную (43 млрд т), Центральную (90 млрд т), Северную (16 млрд т) и Шотландскую (13,5 млрд т). Угли от длиннопламенного до антрацитов; средняя мощность пластов — 1—2 м.
Железо. Залегания железных руд в Великобритании очень истощены. Залежи осадочного типа приурочены к юрских отложений чехла каледонид. Крупнейшие месторождения расположены в районе Сканторпа, в Камберленде и Нортхемптоншира — месторожд. Милло Эгремонта, Бекермет, Корби, Нортгемптон.
Олово. По подтверждённым запасам оловянных руд Великобр. занимает пятое место в Зап. Европе (После Португалии, Франции, Испании и Германии, 1999). месторожд. расположены на полуострове Корнуолл и приуроченные к гранитным интрузиям позднекаменноугольному периоду. Руды г.ч. комплексные, содержат также медь, цинк и вольфрам. Крупнейшие месторождения: Саут-Крофт, Маунт-Уэллингтон, Дживор.
Полиметаллы. Запасы свинцовых и цинковых руд в Великобр. ограничены. Малые месторожд. бедных полиметаллических гидротермальных руд (Камберленд, Дербишир, Корнуолл и др.) практически выработаны.
Медь. Месторождения руд меди (Корнуолл, Девон) исчерпаны, разрабатываются отвалы. В Сев. Уэльсе имеются значительные залежи бедных (0,3 % Cu) медно-порфировых руд.
Флюорит. По запасам флюорита Великобр. занимает пятое место в Зап. Европе (после Франции, Италии, Испании, Германии, 1999). Месторожд. представлены жилами и метасоматическими залежами в известняках карбона.
Калийная и каменная соль. Залежи калийных солей сосредоточены в отложениях цехштейна, каменной соли — в отложениях триаса.
Барий. Залегает в районе Девона.
Целестин. Локализован в районе Бристоля.
Каолин. Великобр. богата каолином. Крупнейшие каолиновые месторожд. — Сент-Остелл и Ли-Мур расположены в обл. развития герцинских гранитов.
Поделочное и строительное сырье. Гончарные глины (гл. месторожд. Боуи) приурочены к третичным отложениям, огнеупорные глины — до карбона, кирпичные глины и глинистые сланцы — до верх. юры, отбеливающие глины — до ниж. мела. Месторожд. песка и гравия связаны с четвертичными и нижнемеловыми отложениями. Песчаники приурочены к докембрию, ниж. палеозою и карбону. Ок. 70 % запасов известняков и доломитов связаны с кам.-угольными отложениями. Месторожд. гипса и ангидрита расположены в отложениях перми и триаса, а также верх юры.